# 102-я гвардейская стрелковая дивизия
102-я гвардейская стрелковая Новгородско-Померанская Краснознамённая орденов Суворова и Красной Звезды дивизия — воинское соединение Вооружённых Сил СССР в Великой Отечественной войне и послевоенные годы.
Условное наименование — войсковая часть полевая почта (в/ч пп) № 07707.
Сокращённое наименование — 102 гв. сд.
Период вхождения в действующую армию: с 29 января 1945 года по 9 мая 1945 года.

Грамота И. П. Коробейникова, гвардии младшего сержанта, командира отделения взвода конной разведки 102-й гв.стр.дивизии

## История
Свою историю ведёт от 65-й стрелковой дивизии, сформированной в г. Тюмени в июле 1939 года на базе 193-го стрелкового полка.
За образцовое выполнение боевых заданий командования в ходе боёв на тихвинском направлении и проявленные личным составом доблесть и мужество награждена орденом Красного Знамени (17 декабря 1941).
За отличия в боях под Новгородом удостоена почётного наименования «Новгородской» (21 января 1944 года).
За умелое выполнение боевых задач в сложных условиях Заполярья, героизм и отвагу личного состава дивизия была награждена орденом Суворова 2-й степени (31 октября 1944 года).
29 декабря 1944 года преобразована в 102-ю гвардейскую стрелковую дивизию. Новая нумерация частям дивизии была присвоена 23 января 1945 года, на основании директивы НКО № ОРГ/2/315794 от 30 декабря 1944 года.
В январе 1945 была переброшена в район Гродно и включена в состав 19-й армии 2-го Белорусского фронта.
В феврале — начале апреля участвовала в Восточно-Померанской наступательной операции, в ходе которой во взаимодействии с другими соединениями армии 26 февраля овладела г. Шлохау (Члухув) и в начале марта в районе Кезлин (Кошалин) вышла к Балтийскому морю.
В конце марта — начале апреля участвовала в разгроме гдыньской группировки немецко-фашистских войск и овладении ВМБ и портом Гдыня. В составе 132-го ск 2-го Белорусского фронта участвовала в освобождении «Польского коридора». 5.4.1945 вышла на побережье Балтийского моря.
За образцовое выполнение заданий командования в этой операции была удостоена почётного наименования Померанской и награждена орденом Красной Звезды (5 апреля 1945).
В последующем до начала мая вела боевые действия по блокированию и уничтожению войск противника на западном побережье Данцигской бухты. В 1945-46 выполняла оккупационные функции на демаркационной линии провинции Мекленбург.
9 июня 1945 года, на основании директивы Ставки Верховного Главнокомандования № 11095 от 29 мая 1945 года, дивизия в составе 40-го гвардейского стрелкового корпуса 2-й ударной армии вошла в группу советских войск в Германии.
В июне 1945 года дивизия вместе с другими частями корпуса вышла на линю соприкосновения с союзными английскими войсками Висмар—Шверин.
В январе 1946 года дивизия в составе 40-го корпуса была выведена из Германии на территорию Воронежского военного округа (штаб в городе Бобров).
В июле 1946 года дивизия была переформирована в 11-ю отдельную гвардейскую стрелковую Новгородско-Померанскую Краснознамённую орденов Суворова и Красной Звезды бригаду, которая была расформирована в марте 1947 года.

## Состав
С 23 января 1945 года:
- 314-й гвардейский стрелковый полк,
- 316-й гвардейский стрелковый полк
- 318-й гвардейский стрелковый полк
- 418-й гвардейский артиллерийский Краснознамённый полк
- 111-й отдельный гвардейский истребительно-противотанковый артиллерийский дивизион
- Отдельный гвардейский учебно-стрелковый батальон
- 107-я отдельная гвардейская разведывательная рота
- Отдельная гвардейская зенитно-пулемётная рота
- 144-й отдельный гвардейский сапёрный батальон
- 197-й отдельный гвардейский батальон связи[3]
- 54-й медико-санитарный батальон
- 124-я отдельная гвардейская рота химической защиты
- 230-я автотранспортная рота
- 163-я полевая хлебопекарня
- 199-й дивизионный ветеринарный лазарет
- 98-я полевая почтовая станция
- 281-я полевая касса Госбанка[2]

На 19 июня 1945 года:
- 314-й гвардейский стрелковый Гдынский[10] полк,
- 316-й гвардейский стрелковый Краснознамённый[11] полк
- 318-й гвардейский стрелковый Краснознамённый[11] полк
- 418-й гвардейский артиллерийский Гдынский[10] Краснознамённый полк
- 608-й гаубичный артиллерийский Гдынский[10] полк
- 576-й миномётный Гдынский[10] полк
- 111-й отдельный гвардейский истребительно-противотанковый артиллерийский дивизион
- 107-я отдельная гвардейская разведывательная рота
- 144-й отдельный гвардейский сапёрный батальон
- 197-й отдельный гвардейский батальон связи
- Отдельная гвардейская учебно-стрелковая рота
- Отдельная гвардейская зенитно-пулемётная рота
- 54-й отдельный медико-санитарный батальон
- 124-я отдельная гвардейская рота химической защиты
- 230-я отдельная автотранспортная рота подвоза
- 163-я полевая хлебопекарня
- 199-й дивизионный ветеринарный лазарет
- 98-я полевая почтовая станция
- Взвод управления командующего артиллерией дивизии
- Дивизионная походная мастерская[12]

## Подчинение
| Дата            | Фронт (округ)         | Армия             | Корпус                             |
| --------------- | --------------------- | ----------------- | ---------------------------------- |
| 01.01.1945 года | Резерв Ставки ВГК     | 19-я армия        | 40-й гвардейский стрелковый корпус |
| 01.02.1945 года | 2-й Белорусский фронт | 19-я армия        | 40-й гвардейский стрелковый корпус |
| 01.03.1945 года | 2-й Белорусский фронт | 19-я армия        | 40-й гвардейский стрелковый корпус |
| 01.04.1945 года | 2-й Белорусский фронт | 19-я армия        | 40-й гвардейский стрелковый корпус |
| 01.05.1945 года | 2-й Белорусский фронт | 2-я ударная армия | 40-й гвардейский стрелковый корпус |

## Командование дивизии
Командиры
- Храмцов, Сергей Иванович (29.12.1944 — ??.10.1945), гвардии полковник[14];
- Корсунь, Матвей Михайлович (??.10.1945 — ??.02.1946), гвардии полковник.

Заместители командира
- Пуховский, Николай Фомич (??.06.1945 — ??.07.1946), гвардии полковник

Начальники штаба
- Рашрагович Исидор Исаакович (29.12.1944 — 31.12.1944), гвардии майор (ВРИД);
- Крапивин Василий Иванович (31.12.1944 — 07.1945), гвардии полковник[12];
- Калачёв, Василий Александрович (04.07.1945 — ??.07.1946), гвардии полковник

Начальник политотдела, он же заместитель командира по политической части
- Пекленков Александр Фёдорович (29.12.1944 — 18.06.1946), гвардии подполковник, с 12.06.1945 гвардии полковник[15]

## Награды и наименования
| Награда (наименование)               | Дата                                                                   | За что получена |
| ------------------------------------ | ---------------------------------------------------------------------- | --- |
| Почётное звание «Гвардейская»        | приказ Народного комиссара обороны СССР № 0412 от 29 декабря 1944 года | за проявленный героизм и отвагу, за стойкость, мужество, дисциплину, организованность и умелое выполнение боевых задач                                                                                                  |
| Почётное наименование «Новгородская» | приказ Верховного главнокомандующего № 09 от 21 января 1944 года       | за отличие в боях с немецкими захватчиками за освобождение города Новгород (по преемственности от 65-й стрелковой дивизии)                                                                                              |
| Почётное наименование «Померанская»  | приказ Верховного Главнокомандующего № 065 от 5 апреля 1945 года       | за отличие в боях при овладении важным узлом коммуникаций городом Кёзлин. |
| Орден Красного Знамени               | указ Президиума Верховного Совета СССР от 17 декабря 1941 года         | за образцовое выполнение боевых заданий командования на фронте борьбы с немецкими захватчиками и проявленные при этом доблесть и мужество (по преемственности от 65-й стрелковой дивизии)                               |
| Орден Суворова II степени            | указ Президиума Верховного Совета СССР от 31 октября 1944 года         | за образцовое выполнение боевых заданий командования в боях с немецкими захватчиками, за овладение городом Петсамо (Печенга) и проявленные при этом доблесть и мужество (по преемственности от 65-й стрелковой дивизии) |
| Орден Красной Звезды                 | указ Президиума Верховного Совета СССР от 5 апреля 1945 года           | за образцовое выполнение боевых заданий командования в боях с немецкими захватчиками, за овладение городами Шлохау, Штегерс, Хаммерштайн, Бальденберг, Бублиц и проявленные при этом доблесть и мужество                |

## Отличившиеся воины дивизии
За ратные подвиги в годы Великой Отечественной войны свыше 12958 воинов дивизии были награждены орденами и медалями.
| Награда | Ф. И. О.                      | Должность                                                                       | Звание                  | Дата награждения        | Примечания              |
| ------- | ----------------------------- | ------------------------------------------------------------------------------- | ----------------------- | ----------------------- | ----------------------- |
|         | Брюховский, Михаил Николаевич | помощник командира взвода 107-й отдельной гвардейской разведывательной роты     | гвардии старшина        | 29.06.1945              |                         |
|         | Громов, Сергей Яковлевич      | командир отделения взвода пешей разведки 316-го гвардейского стрелкового полка  | гвардии старшина        | 29.06.1945              |                         |
|         | Гуртовой, Николай Павлович    | разведчик 107-й отдельной гвардейской разведывательной роты                     | гвардии ефрейтор        | перенаграждён 1.10.1968 |                         |
|         | Луговых, Михаил Григорьевич   | командир отделения взвода пешей разведки 318-го гвардейского стрелкового полка. | гвардии старший сержант | 29.06.1945              |                         |
|         | Моисеев, Пётр Арсентьевич     | командир отделения 314-го гвардейского стрелкового полка                        | гвардии старший сержант | 29.06.1945              |                         |
|         | Немчинов, Иван Николаевич     | разведчик взвода пешей разведки 316-го гвардейского стрелкового полка           | гвардии сержант         | 29.06.1945              | погиб в бою в 1945 году |
|         | Соловьёв, Иван Александрович  | командир отделения стрелковой роты 318-го гвардейского стрелкового полка        | гвардии старший сержант | 29.06.1945              |                         |

## Память
- Обелиск на высоте Чёрная, 30-й километр шоссе Суоярви — Лоймола.
- Школьный музей школы № 22 города Новгорода
- город Тихвин «Мемориальная доска проезд Кошевого Петра Кирилловича»
- город Тихвин, проезд Кошевого; Мемориал «Проезд Кошевого»

## Известные солдаты
- В 102 гвардейской стрелковой дивизии, с мая 1944 года по октябрь 1945 года проходил службу в должности командира отделения роты автоматчиков гвардии сержант Иннокентий Михайлович Смоктуновский — впоследствии известный советский актёр театра и кино, Герой Социалистического Труда, Народный артист СССР[21].